# Râle affin
Sarothrura affinis
Espèce
Statut de conservation UICN

 LC  : Préoccupation mineure
Le Râle affin (Sarothrura affinis) est une espèce d'oiseaux de la famille des Sarothruridae.

## Répartition
Cet oiseau peuple de manière dissoute et régulière l'afromontane sud-est africain.